# ジョーン・ハリソン (脚本家)
ジョーン・ハリソン（Joan Harrison、1907年6月26日 - 1994年8月14日）は、イギリスの脚本家。

## 作品
- 恐怖の復讐鬼
- ジグザグ
- 第二話・悪魔のいけにえ
- ヒッチコック劇場
- 恋人よ、いま一度
- 私は殺さない
- 殺人夜想曲
- 黒い河
- 幻の女
- 逃走迷路
- 断崖
- 海外特派員
- レベッカ
- 巌窟の野獣